# Mercadotecnia directa
La mercadotecnia directa o marketing directo es una forma de comunicación de marketing que utiliza uno o más medios para comunicarse directamente con un público objetivo y obtener de él una respuesta medible.
La forma más común de mercadotecnia directa es el correo directo o su versión electrónica denominada ciberbuzoneo por el que los responsables de mercadotecnia envían sus mensajes a los consumidores de una determinada área, generalmente, extraídos de una base de datos. Una variedad del correo directo lo constituiría el buzoneo que consiste en la introducción de folletos y otros elementos publicitarios directamente en los buzones de los edificios. El segundo método más común de mercadotecnia directa es la telemercadotecnia por el que las compañías llaman a números de teléfono que han sido previamente seleccionados o bien al azar. También es posible realizar envíos de marketing directo a través de Internet -ciberbuzoneo-, que, cuando se desarrolla de manera maliciosa, es comúnmente conocido como correo basura. Por último, existe un cuarto método que consistiría en el envío masivo de faxes, si bien es menos común. 
La mercadotecnia directa difiere de los métodos habituales de publicidad en que no utiliza un medio de comunicación intermedio o se expone en público, como por ejemplo, en el punto de venta. Por el contrario, se envía directamente al consumidor. 

## Ventajas y Desventajas de la Mercadotecnia Directa

### Ventajas
- Rapidez en la comunicación
- Personalización
- Coste normalmente bajo
- Teóricamente, se dirige directamente a los potenciales clientes de un producto o servicio por lo que su efectividad es mayor que otros medios masivos.
- Medición y previsión de respuesta
- Posibilidad de ofrecer productos complementarios
- Penetración en mercados aislados geográficamente

### Desventajas
Las más significativas son: 
- La intrusión del espacio de la intimidad
- La reducción de códigos de comunicación a la palabra
- El precio elevado en caso de contactos muy masivos y dificultosos
- El temor de que te vendan algo que no es

## Aspectos prácticos
En la mayoría de los países occidentales existen numerosas agencias especializadas, asociaciones de profesionales y consultores expertos en la materia. La mayor parte de la mercadotecnia directa es realizada por estas compañías, cuya única función es diseñar y ejecutar este tipo de publicidad. Generalmente, utilizan bases de datos de consumidores y muy a menudo manejan criterios muy sofisticados para incluirlos o eliminarlos de sus listas de mercadotecnia. 
Al tratarse de una comunicación interactiva entre la empresa y el cliente, su uso como herramienta de mercadotecnia y comunicación se ve fuertemente condicionado por las legislaciones existentes en cada país sobre el uso de datos de carácter personal. De ahí que en sociedades no excesivamente restrictivas con el uso de la información de carácter personal (EE.UU) tenga más eficacia que en otras economías más celosas del uso de este tipo de datos (Alemania, España, etc.)
En estos países tan celosos de la intimidad de sus ciudadanos sólo se puede producir una comunicación interactiva con un cliente si sus datos personales (nombre, dirección postal, teléfono) se encuentran en un directorio público (guía de teléfonos u otros directorios públicos) o se ha recabado de ellos un consentimiento expreso para ese tipo de comunicación.
Habitualmente, los objetivos de la mercadotecnia Directa son:
- Generar nuevas oportunidades de venta, conocido como Generación de Oportunidades.
- Hacer un seguimiento de estas oportunidades.
- Realizar un estudio de mercado.

Los cinco pasos principales son:
- Introducción: tiene que ser con una sonrisa, entusiasmo y contacto visual.
- Breve historia.
- Producto en mano.
- Cierre.
- Resha( que es el dos por uno).
Los cinco impulsos que no se deben trasmitir son los siguientes:
- Avidez.
- Miedo a perder la ocasión.
- Sensación de urgencia.
- Factor oveja.
- Indiferencia.
En Venezuela, el Servicio Desconcentrado de Administración Tributaria del Municipio Sucre (SEDAT) con el apoyo de CAF, envió correos electrónicos e impulsó una campaña en Facebook dirigida a contribuyentes morosos, con el fin de cobrar el impuesto sobre vehículos y determinar la efectividad de dichas herramientas sobre la probabilidad de pago. Para el estudio se tomó una muestra de 6.183 contribuyentes morosos, los cuales fueron asignados aleatoriamente a cuatro grupos de tratamiento: 
- Correo electrónico.
- Facebook.
- Correo y Facebook.
- Control. El grupo de control no recibió tratamiento o intervención alguna.

Los resultados de la intervención indican que las estrategias fueron efectivas. Los contribuyentes que recibieron una notificación de cobro por correo electrónico tuvieron una probabilidad de pago 7,7 puntos porcentuales (p.p) mayor que el grupo de control. Asimismo, el anuncio en Facebook complementó el impacto de los correos, aumentando la probabilidad de pago, siendo esta 9,4 p.p. mayor que la del grupo de control. Los anuncios en Facebook de forma independiente no tuvieron un impacto significativo. Por último, la disponibilidad de un botón de pago incidió positivamente sobre la probabilidad de pagar en línea, siendo este método significativamente más usado que los otros.